# Анділе Джалі
Анділе Джалі (англ. Andile Jali, нар. 10 квітня 1990, Мататієле) — південноафриканський футболіст, який грав на позиції півзахисника. Відомий за виступами в складі низки південноафриканських клубів, бельгійського клубу «Остенде», а також національної збірної ПАР.

## Клубна кар'єра
Анділе Джалі народився в 1990 році. У дорослому футболі дебютував 2009 року виступами за команду «Орландо Пайретс», в якій грав до 2014 року, та провів у її складі 89 матчів чемпіонату країни, та двічі ставав чемпіоном країни. У 2014 році Джалі перейшов до складу бельгійського клубу «Остенде», у якому грав до 2018 року, та зіграв у його складі 114 матчів чемпіонату країни.
У 2018 році Анділе Джалі уклав контракт з клубом «Мамелоді Сандаунз», у складі якого грав до 2023 року. У складі команди Джалі 4 рази поспіль ставав чемпіоном ПАР, загалом зіграв у складі клубу 87 матчів у національному чемпіонаті.
У 2023 році футболіст перейшов до складу іншого південноафриканського клубу «Морока Своллоуз», проте вже на початку 2024 року покинув клуб.

## Виступи за збірні
У 2009 році Анділе Джалі в складі молодіжної збірної ПАР брав участь у молодіжному чемпіонаті світу 2009 року.
У 2009 році Джалі також дебютував у складі національної збірної ПАР. У складі збірної він був учасником Кубка африканських націй 2015 року в Екваторіальній Гвінеї. У складі національної команди Джалі грав до 2021 року, провів у її складі 49 матчів, у яких відзначився 5 забитими м'ячами.